# Sződliget
Sződliget nagyközség Pest vármegyében, a Váci járásban, a budapesti agglomerációban.

## Fekvése
Pest vármegye északi részén, Budapesttől 30 kilométerre a Duna bal partján található. Délre tőle Göd, északra Vác, délkeletre pedig Sződ fekszik.

## Közlekedés
Közúton a 2-es főúton és az M2-es autóúton közelíthető meg [utóbbi korábban egy időben a 2/A útszámozást viselte]; a 2-es főút érinti a község belterületét is, annak nyugati szélén, míg az M2-es felől a 21 112-es számú mellékúton érhető el.
Vasúton a Budapest–Szob-vasútvonalon közelíthető meg, amelynek egy megállási pontja van itt: Sződ-Sződliget megállóhely a belterület délkeleti széle mellett helyezkedik el, közúti elérését az említett 21 112-es út biztosítja.
A községet az alábbi helyközi autóbuszjáratok érintik: 300, 343, 344, 345, 371

## Nevének eredete
Sződliget nevének első 'sző' tagja a sző, vagyis fehéres, szőke szóból származik, míg második része a Sződ határában keletkezett ligetes lakóövezetre utal.

## Története
Sződliget területe ősidők óta lakott, amely már a történelem előtti időkben is emberi szálláshely volt, ezt bizonyítják a sződligeti volt Horgász-tanya mellett talált, az átmeneti kőkorszakból származó leletek: őskori cserepek, kőbalta, agancsból készült kalapács került ki a földből, de vaskori, kelta edénytöredékek, a római korból származó 2. századi cseréptöredékek, 2., 3. századi szarmata és kvád, népvándorlás korából való késő avar kori településnyomok is napvilágra kerültek itt.
Sződliget története 1950-ig Sződ község történetével osztozik. A mai település 1950. január 1-étől lett önálló tanáccsal bíró község, területén, a Sződrákosi patak régi partján azonban már a középkorban is állt egy malom. A malmot 1458-ban a kékesi pálosok vásárolták meg a szentendrei hospestől. Az ekkor már romos malmot, ami Paksi János birtokában volt a Gülbaba-kolostornak adták el. Később, a 18. század elején a Grassalkovich-uradalom ugyanezen a helyen létesítette a ma is meglévő malmot, mely említésre méltó ipari emlék.
A terület a 18. században a Madách család, majd a Grassalkovich család, a 19. század közepétől báró Sina György, majd a Belga Bank birtoka volt. A Belga Banktól a nemeskéri Kiss család és Almásy Pál vásárolta meg, akik később több kisebb-nagyobb birtokként adták el. 1860–1870 között báró Henriquede Ben Walsteim Józsefné hadiözvegyé volt, aki itteni uradalmában 1871-ben tehenészetet hozott létre, s a tejtermékeket Budapesten és Újpesten értékesítette, de emellett foglalkozott szőlő- és dohánytermesztéssel, szarvasmarha- és lótenyésztésserl is. A terület az 1883. évi adatok szerint már dr. lovag Floch-Reyhersberg Alfréd birtokaként volt ismert, aki ekkor birtokolta Sződrákost, Sződrákospusztát és Csörögpusztát is, míg a határ északi részén gróf Szapáry Gyula birtokai kezdődtek.
1910-ben Floch Alfréd bocsátotta parcellázásra a falu mai területével megegyező akkori Sződ-Sződ vasúti megálló és a Sződrákosi malomtól északra, a váci határig terjedő birtokát, ez lett Sződligettelep, a mai Sződliget, ahol 1910 és 1912 között fel is épültek az első házak.
2006. november 4-én országzászlót állítottak a Petőfi-szobor mellett.

## Közélete

### Polgármesterei
- 1990–1994: Schrőck István (független)[3]
- 1994–1998: Schröck István (független)[4]
- 1998–2001: Czudar György (független)[5]
- 2001–2002: Soós Gábor (független)[6][7]
- 2002–2004: Soós Gábor (független)[8]
- 2005–2006: Soós Gábor (független)[9]
- 2006–2010: Bábiné Szottfried Gabriella (Fidesz-KDNP)[10]
- 2010–2014: Juhász Béla (Tiszta Forrás)[11]
- 2014–2019: Juhász Béla Róbert (Tiszta Forrás)[12]
- 2019–2024: Juhász Béla Róbert (Tiszta Forrás)[13]
- 2024– : Juhász Béla (Tiszta Forrás Szövetség)[1]

A településen 2001. szeptember 2-án időközi polgármester-választást tartottak, az előző polgármester halála miatt.
A következő önkormányzati ciklusban, 2005. február 13-án újabb időközi polgármester-választásra (és képviselő-testületi választásra) került sor Sződligeten, ezúttal az addigi képviselő-testület önfeloszlatása miatt. A polgármester-választás négy jelöltje között a hivatalban lévő faluvezető is elindult, és aránylag szoros küzdelemben ugyan, de nyernie is sikerült.

## Nevezetességei
- Római katolikus templom (a főtéren)
- Református templom (a Szt. István utcában)
- Evangélikus templom (Dunai fasor)
- Petőfi-szobor (a főtéren)
- Horgásztó (Torony-tó)
- Sződligeti horgásztó
- Jachtkikötő
- Bagolyvár
- Magyarország első szabványos krikettpályája,[16] ahol 2023-ban a magyar krikettválogatott történetének első hivatalos hazai nemzetközi mérkőzését játszotta.[17]

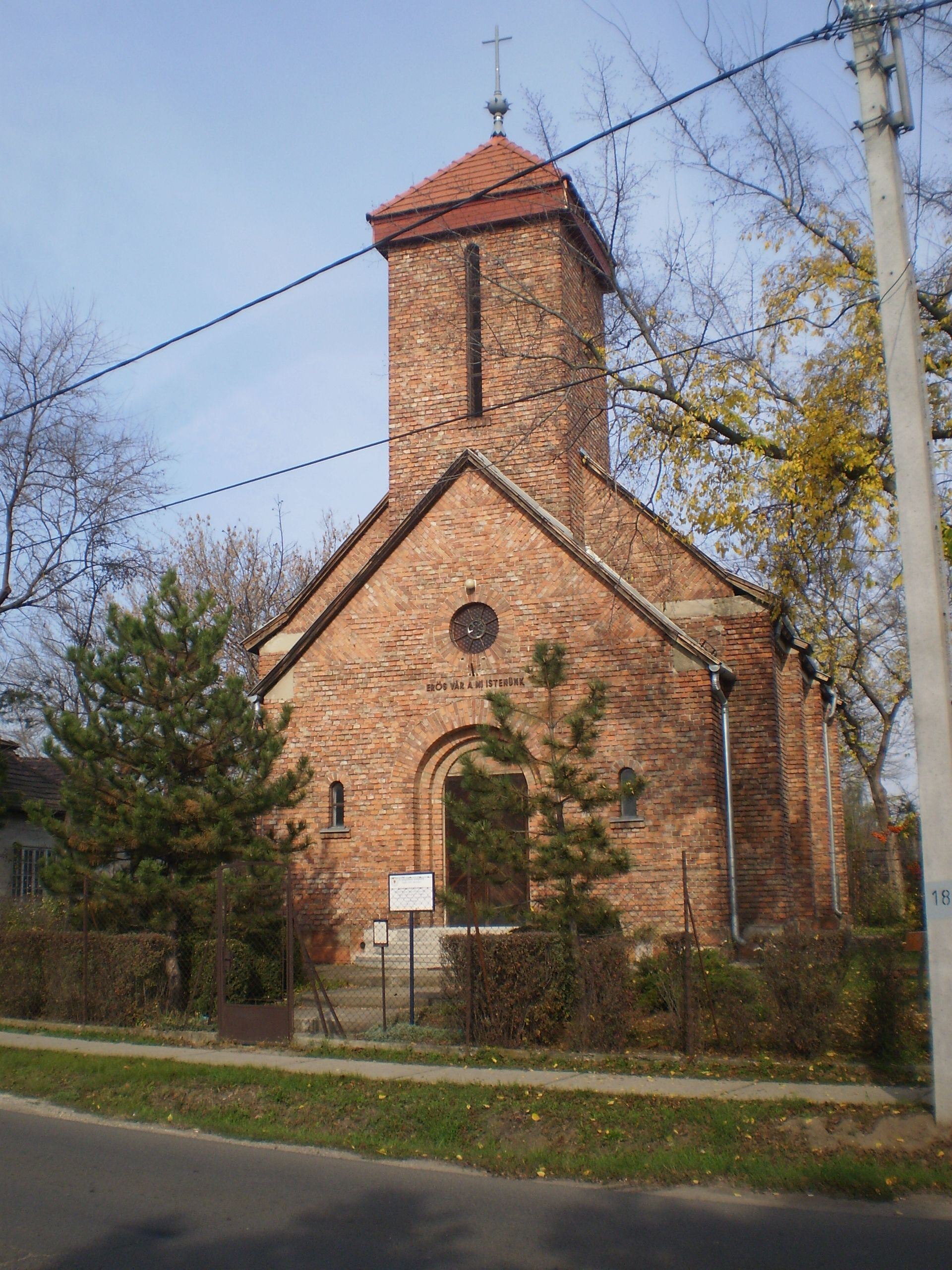
Evangélikus templom
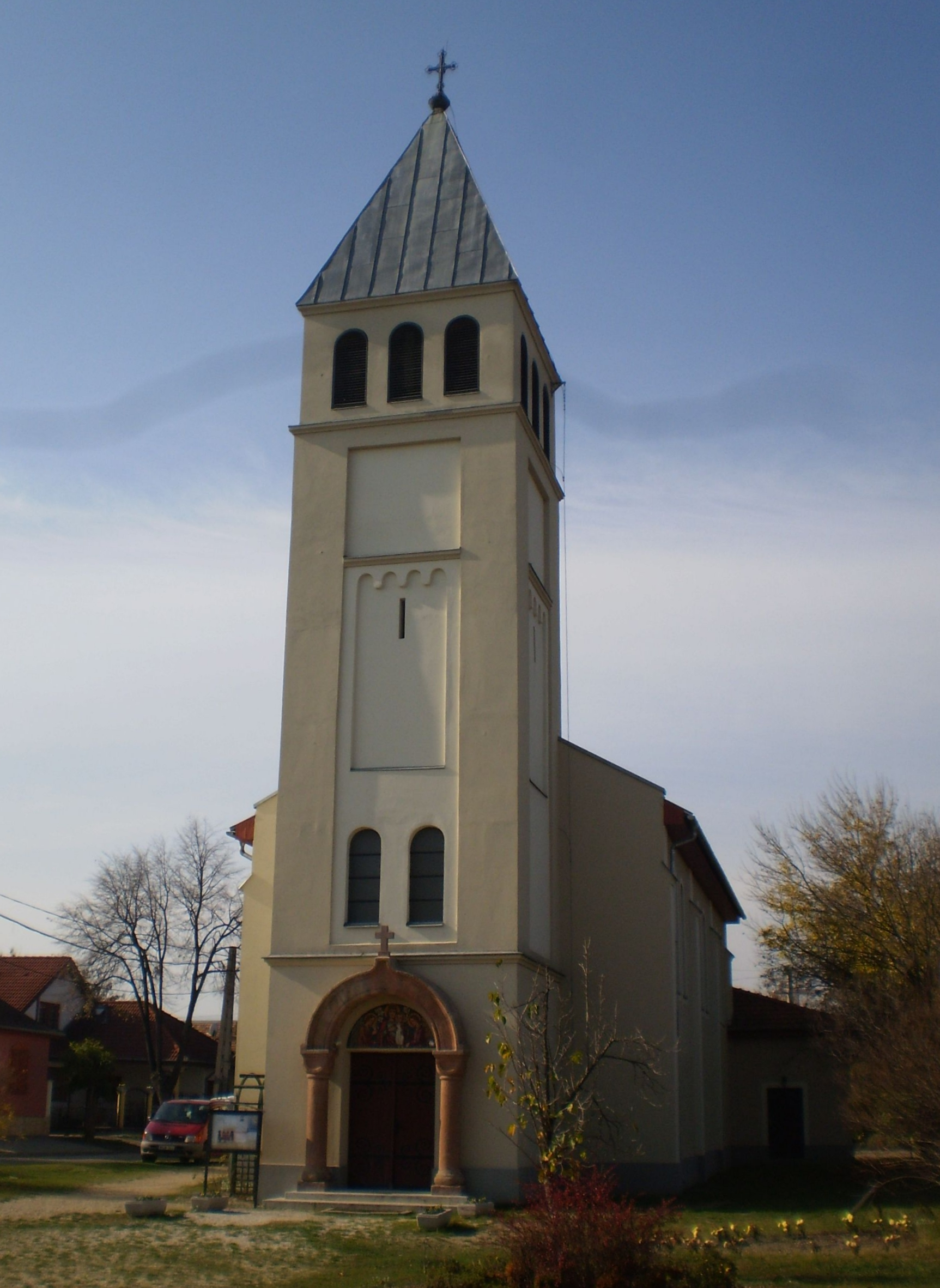
Katolikus templom
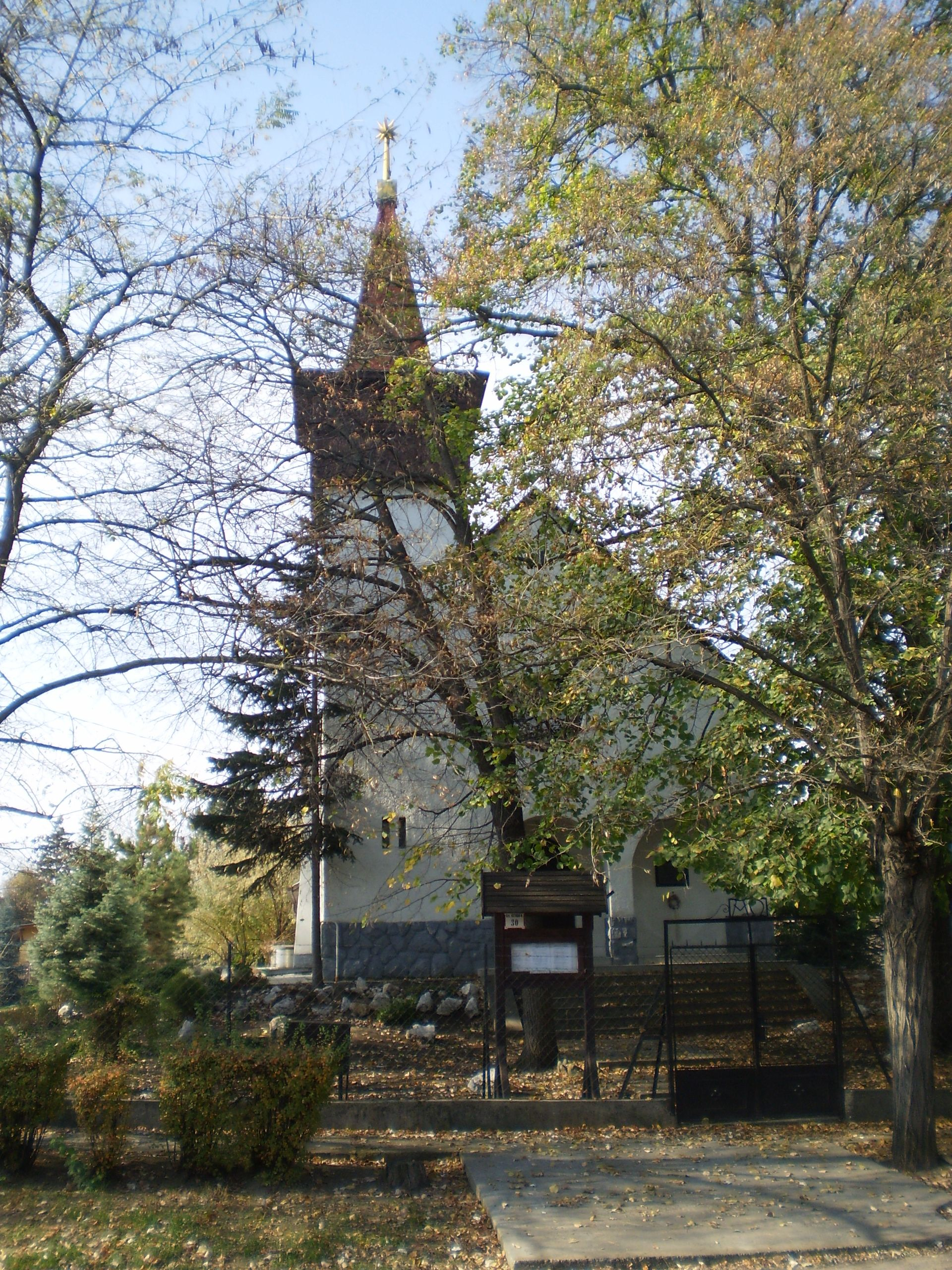
Református templom
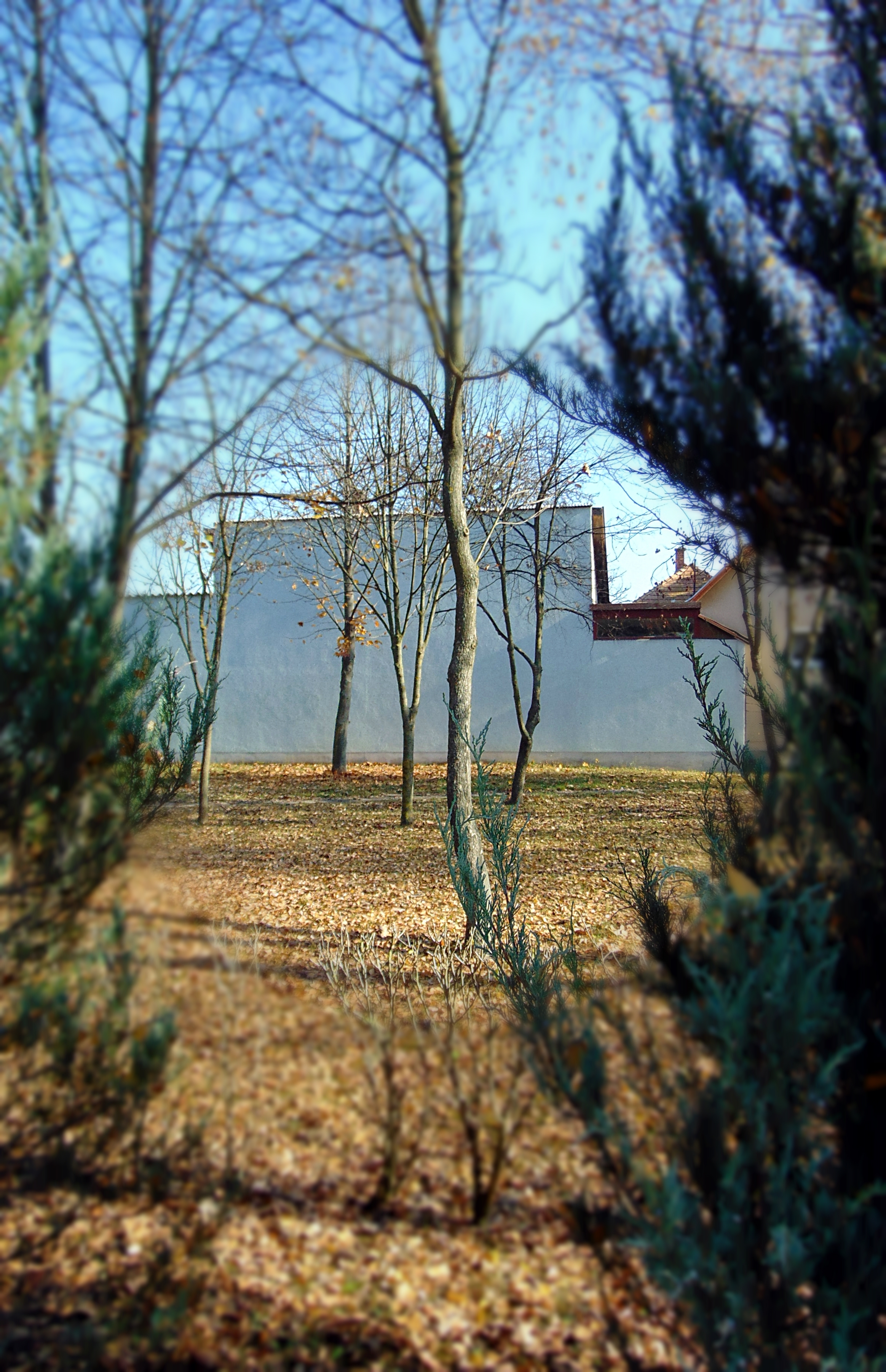
Sződligeti ősz

## Híres emberek
- Itt hunyt el Bella Lajos (1850–1937) földrajz–történelem szakos tanár, régész, a Magyar Tudományos Akadémia levelező tagja.
- Itt született Nagy Jenő (1952–) filozófus, újságíró, szerkesztő.
- Itt született Spányik Éva (1928–2012) színésznő.
- Itt hunyt el Sterbetz István (1924–2012) ornitológus, természetvédelmi szakember, a Magyar Madártani Intézet munkatársa, majd igazgatója.

## Népessége
A település népességének változása:
| Lakosok száma | 4423 | 4408 | 4529 | 4686 | 4705 | 4825 | 4818 |
|               | 2013 | 2014 | 2018 | 2021 | 2022 | 2023 | 2024 |

A 2011-es népszámlálás során a lakosok 85%-a magyarnak, 1% németnek, 0,2% cigánynak, 0,2% lengyelnek, 0,2% románnak, 0,2% szlováknak mondta magát (14,9% nem nyilatkozott; a kettős identitások miatt a végösszeg nagyobb lehet 100%-nál). A vallási megoszlás a következő volt: római katolikus 38,2%, református 7,1%, evangélikus 1,8%, görögkatolikus 0,5%, felekezeten kívüli 17,8% (33% nem nyilatkozott).
2022-ben a lakosság 90,5%-a vallotta magát magyarnak, 1% németnek, 0,3% szlováknak, 0,2% cigánynak, románnak, 0,1-0,1% lengyelnek, horvátnak, görögnek, románnak, ruszinnak, ukránnak és szerbnek, 4,7% egyéb, nem hazai nemzetiségűnek (9,3% nem nyilatkozott; a kettős identitások miatt a végösszeg nagyobb lehet 100%-nál). Vallásuk szerint 31% volt római katolikus, 7,1% református, 1,4% evangélikus, 0,9% görög katolikus, 0,1% izraelita, 0,1% ortodox, 1,5% egyéb keresztény, 0,6% egyéb katolikus, 17,2% felekezeten kívüli (39,6% nem válaszolt).